# سواد فرهنگی
سواد فرهنگی اصطلاحی است که ای. دی. هیرش، معلم، منتقد ادبی، و نظریه‌پرداز آموزش‌و‌پرورش آمریکایی، ابداع کرده است و ناظر به توانایی درک راحت یک فرهنگ و مشارکت آسان در آن است. سواد فرهنگی در مقابل سواد معمول و مقبول (توانایی خواندن و نوشتن) قرار می‌گیرد. خوانندهٔ باسواد، اغلب، تنها الفبای یک زبان و دستور آن، و نیز مجموعه‌ای بسنده از واژگان را می‌داند، ولی خواننده‌ای که سواد فرهنگی دارد نشانه‌ها و نمادهای یک فرهنگِ معیّن را می‌شناسد، از جمله زبان آن را، گویش‌های منفرد آن‌ها را، قصه‌های آن را، مشغولیت‌های آن را، مثل‌ها و اصطلاحات آن را، و رفتارهای زبانی آن را. او می‌تواند، به‌راحتی، با دیگرانی از همان فرهنگْ سخن بگوید و آن‌ها را درک کند.